# Konfuziustempel (Kaohsiung-Zuoying)

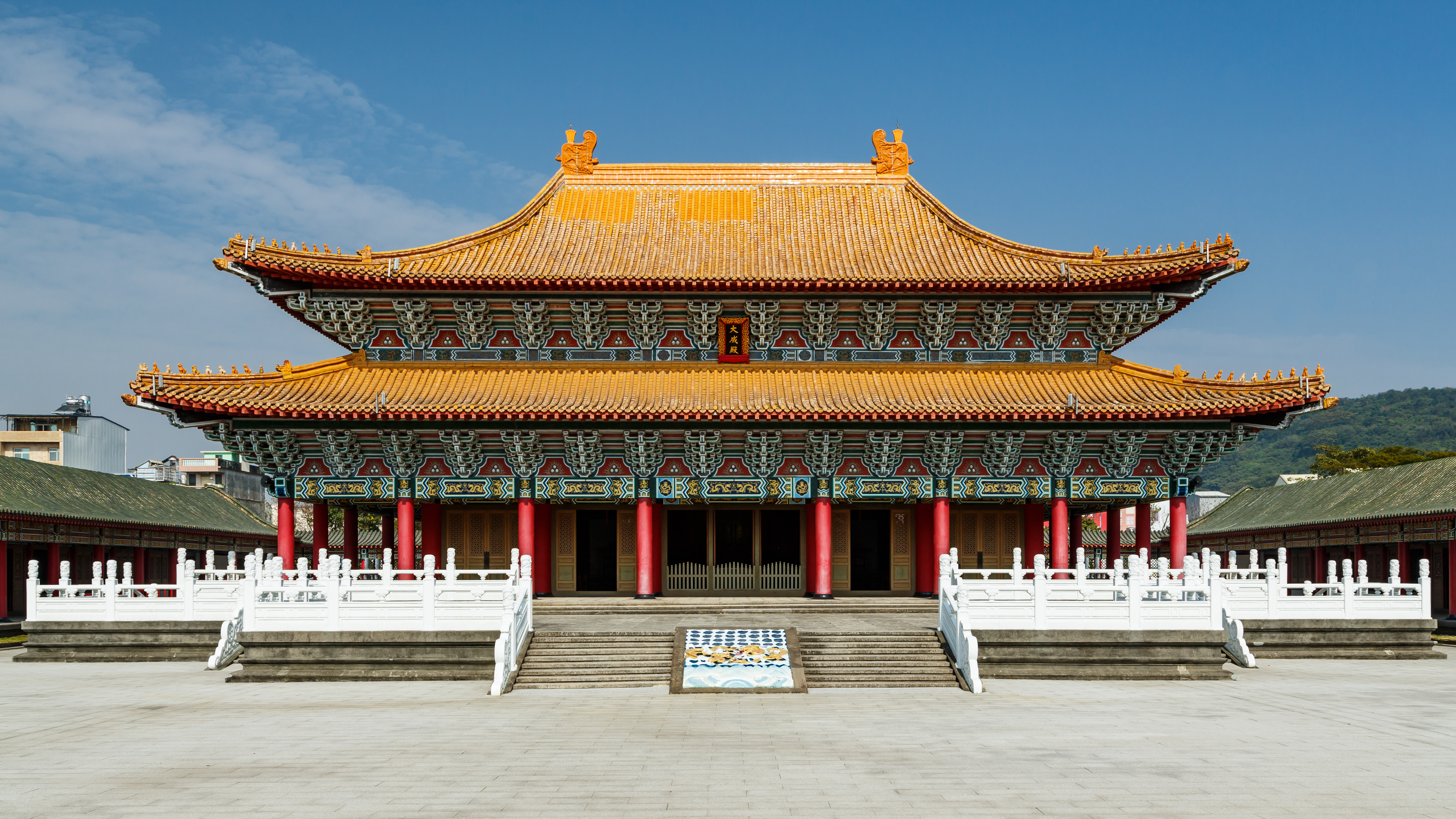
Die Dacheng-Halle

Der Konfuziustempel von Kaohsiung-Zuoying (chinesisch 高雄左營孔子廟, Pinyin Gāoxióng Zuǒying Kǒngzĭ miào) ist ein Tempel zur Verehrung des chinesischen Gelehrten Konfuzius im Bezirk Zuoying der taiwanischen Stadt Kaohsiung. Aufgrund seiner Lage in der Kernstadt oft als Konfuziustempel Kaohsiungs bezeichnet, ist er tatsächlich einer von zwei Konfuziustempeln der Stadt; der andere befindet sich im Bezirk Qishan. Wichtigster Feiertag ist der Geburtstag des Konfuzius am 28. September.

## Geschichte
Der ursprüngliche Konfuziustempel von Zuoying lag etwas südwestlich vom heutigen Standort und wurde 1684 zu Beginn der Qing-Herrschaft über Taiwan errichtet. Außer zur Verehrung des Konfuzius diente er auch als Bildungseinrichtung. Während der japanischen Herrschaft über Taiwan (1895–1945) wurde das Gelände in eine Schule umgewandelt. Im Zweiten Weltkrieg wurden die Gebäude durch Luftangriffe beschädigt, sodass nach Kriegsende vom ursprünglichen Tempel nur noch ein Gebäude, der Chongsheng-Schrein, übrig war. An diesem Schrein, der heute in der Jiucheng-Grundschule liegt, wurden weiterhin die Riten zu Konfuzius’ Geburtstag abgehalten, bis man sich Anfang der 1970er Jahre zum Bau eines neuen Tempels entschloss. Das heutige Heiligtum wurde nordöstlich des alten Tempels zwischen 1974 und 1976 erbaut.

## Lage und Beschreibung

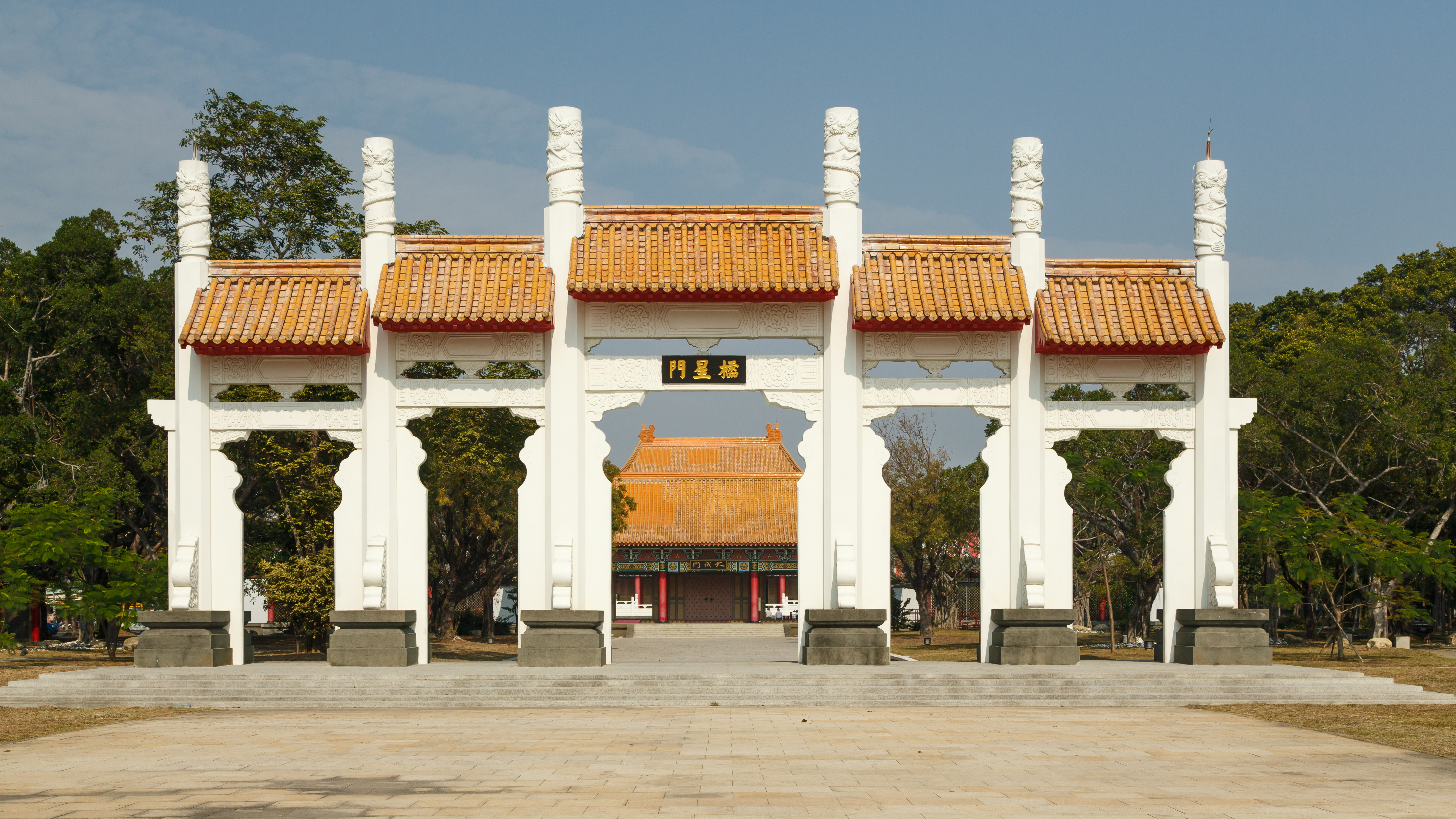
Das Lingxing-Tor, dahinter das Dacheng-Tor

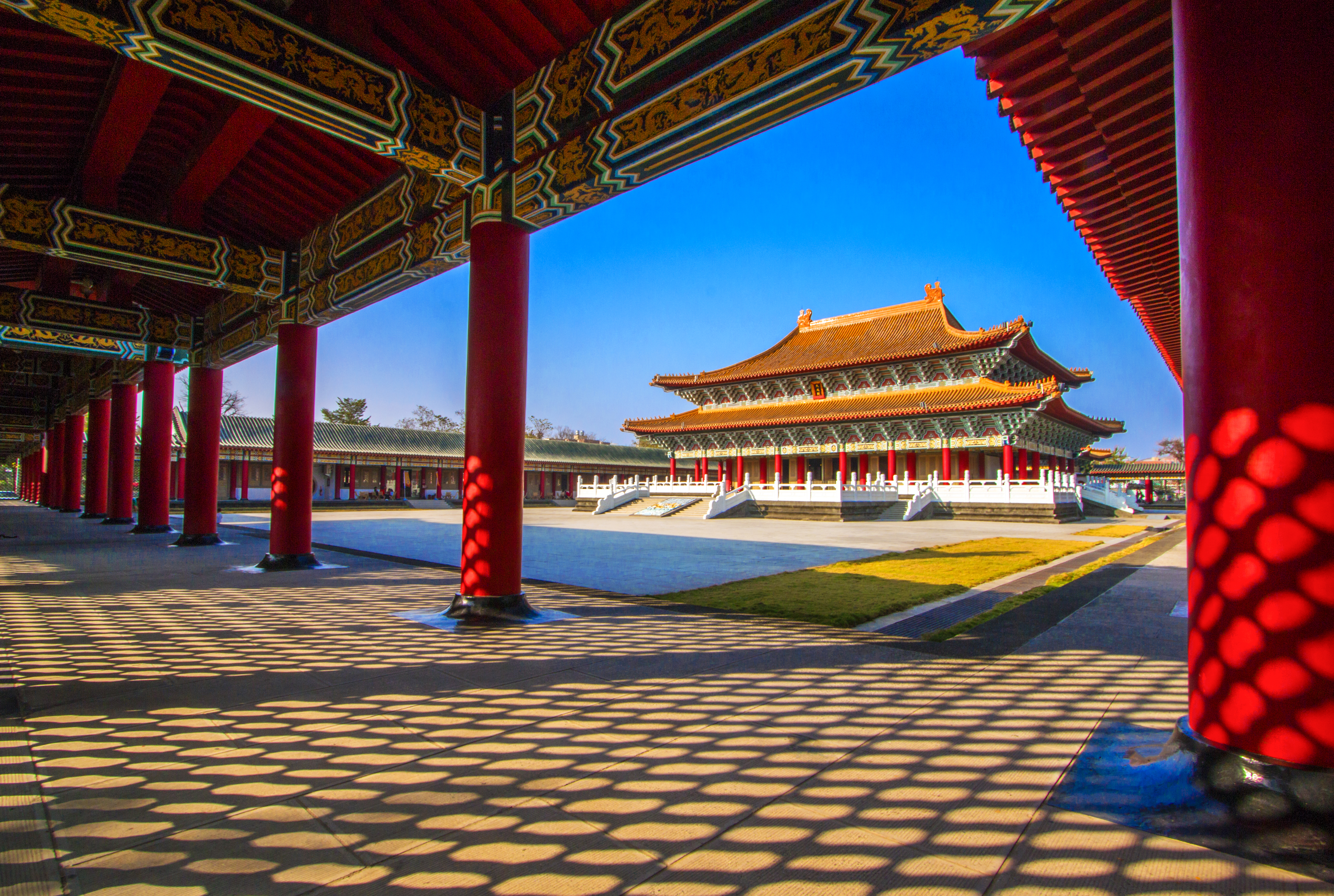
Die Dacheng-Halle

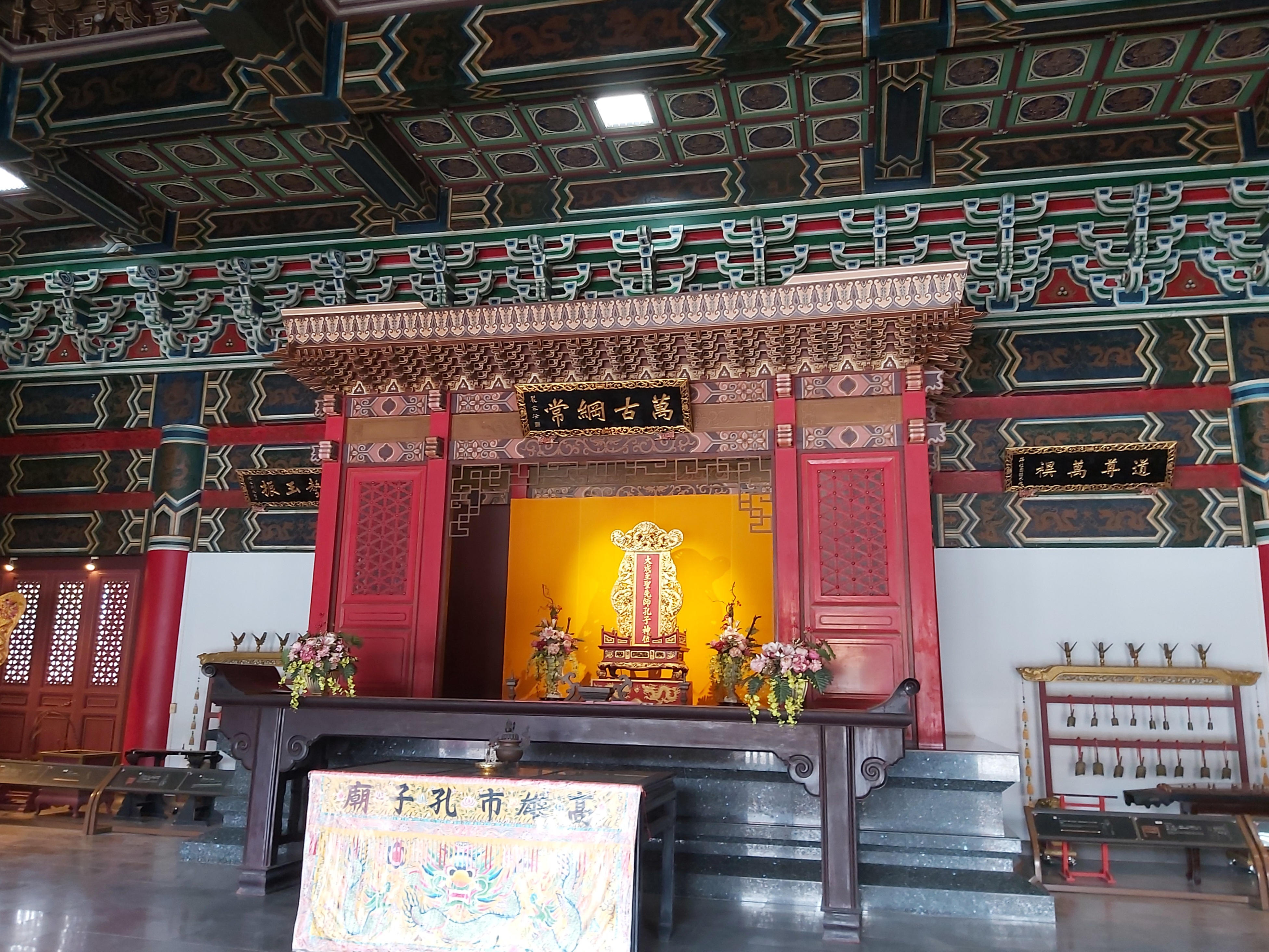
Die Gedenktafel für Konfuzius

Der Tempel befindet sich im Bezirk Zuoying am nördlichen Ende des Lotus-Sees, eines beliebten Ausflugsziels der Stadt. Das Gelände hat die Form eines von Südwest nach Nordost langgestreckten Rechtecks mit einer Fläche von mehr als 6000 Quadratmetern. Die Anlage vereint die typischen Elemente eines Konfuziustempels und ist in drei Höfe unterteilt. Im südwestlichen Vorhof befindet sich der übliche, Panchi (泮池) genannte Teich; an der rechten Seite dieses Hofs liegt die Minglun-Halle (明倫堂), die traditionellerweise als Lehrgebäude dient.
Durch das rot-weiße Lingxing-Tor (櫺星門), das größte Tor der Anlage, betritt man den mittleren Hof, der auch durch zwei kleinere Tore an beiden Seiten zugänglich ist. Durch diesen Hof gelangt man zum Dacheng-Tor (大成門), das in den dritten Hof führt. Hier befindet sich der Hauptkomplex der Anlage mit der großen Dacheng-Halle (大成殿), in der der Altar mit der Gedenktafel für Konfuzius steht und in der die wichtigsten Riten stattfinden. Links und rechts von der Dacheng-Halle verlaufen zwei Galerien, in denen weitere bedeutende Konfuzianer verehrt werden. Hinter der großen Halle befindet sich der Chongsheng-Schrein (崇聖祠), der den Ahnen des Konfuzius gewidmet ist.

## Verkehr und Öffnungszeiten
Die Adresse des Tempels lautet 高雄市左營區蓮潭路400號 (No. 400 Liantan Road, Zuoying District, Kaohsiung City). Er ist vom Bahnhof Xinzuoying aus mit den Buslinien 51 und 301 oder zu Fuß in etwa 30 Minuten zu erreichen. Der Tempel ist dienstags bis sonntags von 9:00 bis 17:00 geöffnet.